# ダリオ・サルミエント
ダリオ・アリエル・サルミエント（Darío Ariel Sarmiento , 2003年3月29日 - ）は、アルゼンチン・ブエノスアイレス州フロレンシオ・バレラ出身のサッカー選手。モンテビデオ・シティ・トルケ所属。ポジションはFW。

## クラブ経歴
2009年にエストゥディアンテス・デ・ラ・プラタのユースアカデミーに入所。2019年に16歳でトップチームに昇格。10月5日のCAウラカン戦で、チーム史上最年少となる16歳6ヵ月の若さでプロデビュー。その後も存在感を示し、2020年12月にはマンチェスター・シティFCが、サルミエントの獲得に迫っていると報じられた。
2021年4月30日、マンチェスター・シティFCと正式に契約し、同年7月より加入することが発表された。
2021年7月30日、ジローナFCに1シーズンの契約でレンタル移籍することが発表された。

## 代表経歴
2019年にU-16のアルゼンチン代表に招集されている。